# Шалушка (река)
Шалу́шка (кабард.-черк. Щхьэлыкъуэ) — река в республике Кабардино-Балкария. Протекает через территорию Чегемского района и городского округа Нальчик.
Берёт начало с северного склона Скалистого хребта. Устье реки находится в 27 км по левому берегу реки Урвань, недалеко от села Герменчик.

## География
Река Шалушка берёт своё начало с одного из ответвлений северного склона Скалистого хребта — Копасентх. В верховьях в неё впадют множество малых речек, наиболее значимыми из которых являются — Бгух (л.п.), Еутлаго (л.п.) и Пшахокопс (п.п.). При выходе из ущелья, у леса Кодымаз она резко сворачивает на восток. У села Шалушка в реку впадают его главные притоки — Кенже справа и Каменка слева. Далее река с севера огибает город Нальчик и в 52 км от истока впадает в реку Урвань.
Питание реки в основном родниковое и дождевое. Русло извилистое, ширина колеблется от 4 до 10 метров. Глубина в среднем от 1 до 1,5 метров. Дно каменистое, в ямах каменисто-песчаное. В низовье реки имеет место заиление дна. Течение умеренное, обычно до 1-1,2 м/с.
Ихтиофауна представлена терским усачом, быстрянкой, голавлём, карасём, пескарём и другими видами рыб.
Протекает через населённые пункты — Звёздный, Каменка, Шалушка, Нальчик (район Стрелка) и Герменчик.

## Данные водного реестра
По данным государственного водного реестра России относится к Западно-Каспийскому бассейновому округу, водохозяйственный участок реки — Терек от впадения реки Урух до впадения реки Малка. Речной бассейн реки — Реки бассейна Каспийского моря междуречья Терека и Волги.
Код объекта в государственном водном реестре — 07020000612108200005114.